# Zágon
Zágon (románul Zagon) falu Romániában Kovászna megyében.

## Fekvése
Kézdivásárhelytől 27 km-re délre a Feketeügy vízgyűjtőjének délkeleti sarkában a Nagy- és Kiszágon-patakok mellett fekszik, Papolc tartozik hozzá.

## Nevének eredete
Neve  valószínűleg az ősi Zagán  istenség, majd később félisten nevéből ered aki bölcsé teszi az embereket, aki bort csinál a vízből, olajat a vérből,pénzérméket a fémből. Griffmadárként, griffszárnyas bikaként ábrázolták, totemállata a szakállas saskeselyű. A szó azonos az orosz karám és az óbolgár zagon (= két hold föld) szóval,bár ezen eredet kevésbé látszik valószínűnek.

## Története
Középkori Szent Miklós templomának romjai a Szent Miklós temetőben láthatók, a 18. század végén hagyták el a reformátusok. Vásárjoga volt, egykor híresek voltak hetivásárai.
A falu mellett Bodmezején az elpusztult Tatárszeg falu romjaira bukkantak. 1910-ben 5135 lakosából 2650 magyar, 2108 román, 9 német volt. A trianoni békeszerződésig Háromszék vármegye Orbai járásához tartozott.
1992-ben 4092 lakosából 2237 magyar, 1849 román és 6 cigány volt. Zágon híres református templomáról.
2011-ben 3916 lakosából  2096 magyar, 1820 román volt.

## Látnivalók
- Református temploma 1782-ben épült barokk stílusban.
- Római katolikus temploma 1822-ben, ortodox temploma 1814-ben épült.
- A Mikes-Szentkereszthy-kastély valószínűleg 17. századi eredetű, mai formáját a 18. század elején kaphatta. 1902-ben átalakították.

## Híres emberek
- Itt született 1690-ben zágoni Mikes Kelemen, Rákóczi hadapródja, majd kamarása, szobra a kastély közelében áll, egykori szülőháza helyén emlékoszlop áll.
- Itt született Kőrösi Csoma Sándor egyik közelebbi felmenője, aki aztán Kőrösre költözött.
- Itt született 1805-ben szotyori Nagy Tamásné Vajna Terézia 1848-49 egyik hősnője.
- Itt született 1966-ban Tamás Sándor erdélyi magyar politikus, a Kovászna Megyei Önkormányzat elnöke.
- Itt született 1874-ben Csutak Vilmos muzeológus, tanár.
- Itt született 1968-ban Szabó Katalin tornászcsillag, többszörös olimpiai- és világbajnok.
- Kiss Manyi színművésznő itt töltötte gyermekéveit.
- Itt született 1918. május 15-én dr. Both Lajos belgyógyász főorvos.